# Томита, Исао
Иса́о Томи́та (яп. 冨田 勲 Томита Исао, 22 апреля 1932, Токио — 5 мая 2016, там же) — японский композитор, один из основателей анимационной студии Group TAC. Автор музыки к фильмам режиссёра Ёдзи Ямады «Сумеречный самурай», «Скрытый клинок», «Любовь и честь».
Окончил отделение истории искусств Университета Кэйо (1955), после чего полностью посвятил себя музыке. Первым значительным профессиональным достижением Томиты стало создание музыки для делегации японских гимнасток на Олимпийских играх 1956 года.
Автор музыки для Токийской Олимпиады 1964 г.
Известен своими экспериментальными электронными альбомами 1970-х и начала 1980-х гг.
Написал музыку для аниме Senya Ichiya Monogatari, Nihon Tanjo, Dororo, Kimba the White Lion, Princess Knight, Sinbad no Boken и др.

## Дискография
- 1972 — Electric Samurai (Switched On Rock) (CBS/Sony)
- 1974 — Snowflakes Are Dancing (RCA)
- 1975 — Pictures at an Exhibition (RCA)
- 1976 — Firebird (RCA)
- 1977 — Tomita Planets (RCA)
- 1978 — Kosmos (RCA)
- 1979 — The Bermuda Triangle (RCA)
- 1980 — The Ravel Album (RCA)
- 1982 — Grand Canyon (RCA)
- 1984 — Space Walk (RCA) A+/C:1+
- 1988 — Back to the Earth - Live in New York  (RCA)